# Paul Friedhoff
Paul Klemens Friedhoff (* 2. Februar 1943 in Löningen-Altenbunnen, Landkreis Cloppenburg; † 15. November 2015) war ein deutscher Unternehmer und Politiker (FDP).

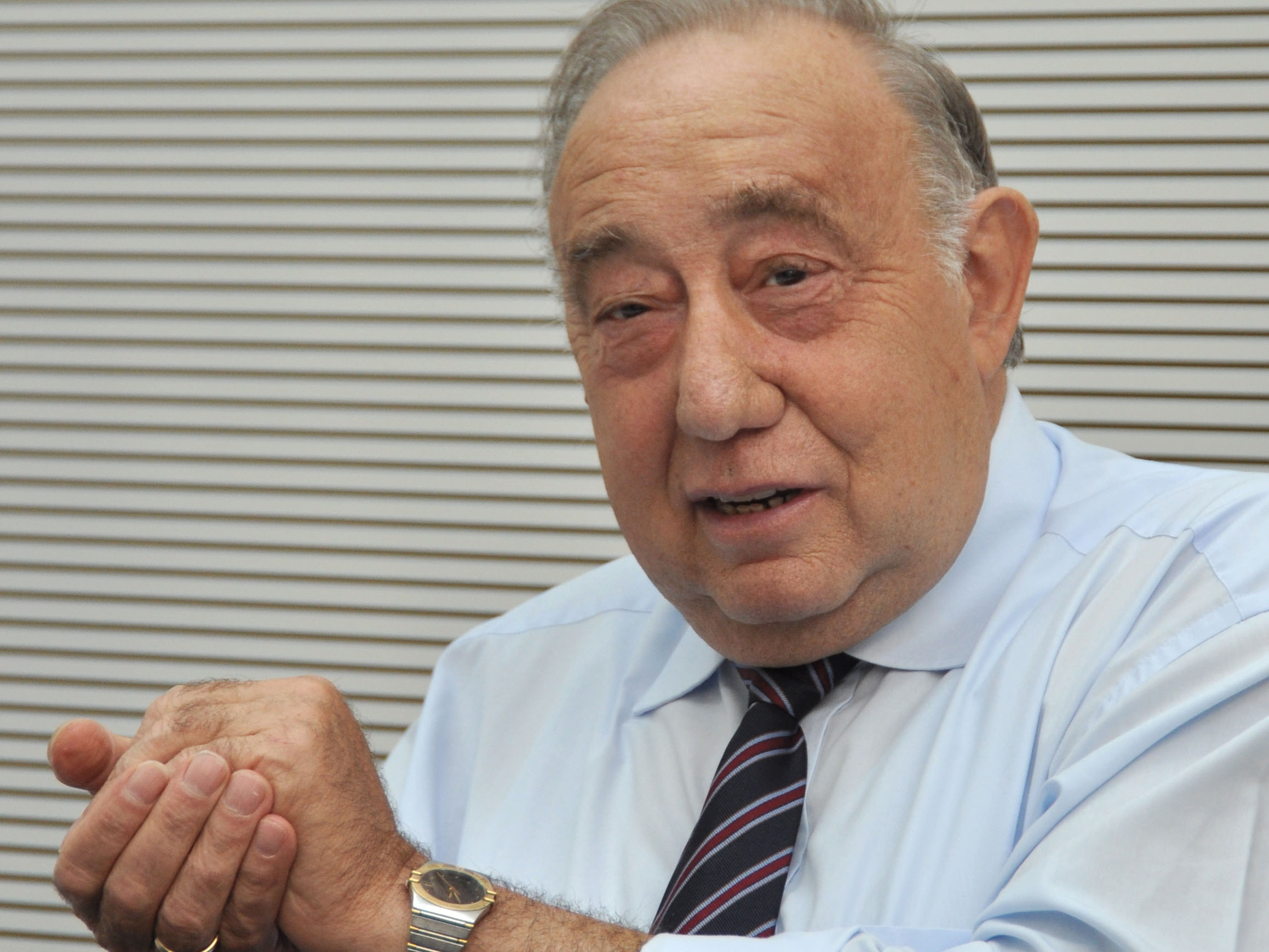
Paul K. Friedhoff (2009)

## Leben und Beruf
Nach der Mittleren Reife 1961 machte Friedhoff eine Ausbildung zum Physiklaboranten und begann anschließend im Jahr 1964 ein Studium der Fachrichtung Physikalische Technik an der Staatlichen Ingenieurschule für Maschinenwesen und Elektrotechnik in Iserlohn, das er 1967 als Ingenieur (grad.) beendete. Anschließend arbeitete er bis 1979 als Ingenieur in der Stahl- und Messgeräteindustrie.
1979 gründete Paul Friedhoff in Kleve die Firma SPECTRO, inzwischen eine Tochter des amerikanischen Ametek-Konzern. Das Unternehmen ist bis heute auf die Herstellung von Spektrometern als Analysegeräte spezialisiert. Bis zum Verkauf im Jahre 1997 war er geschäftsführender Gesellschafter. Daraufhin zog er sich zunächst aus der Industrie zurück. Ab 1998 unterhielt er einen landwirtschaftlichen Betrieb in Löningen/Huckelrieden (Niedersachsen). Im Jahr 2002 war er Mitgründer und bis zum Verkauf an die amerikanische Bruker AXS im September 2006 auch Mitgesellschafter der Quantron GmbH. Dabei handelte es sich erneut um einen Spektrometerhersteller mit Sitz in Kleve. Geschäftsführer des daraufhin in Bruker-Quantron GmbH umbenannten und nach Kalkar verlegten Unternehmens blieb Friedhoff noch bis zum April 2008.
Friedhoff bekleidete mehrere Ämter in verschiedenen Vereinigungen der mittelständischen Wirtschaft. Er war von 1987 bis 2001 und von 2007 bis 2014 Mitglied der Vollversammlung der Niederrheinischen Industrie- und Handelskammer Duisburg-Wesel-Kleve zu Duisburg. Ab 1995 und erneut ab 2009 engagierte er sich als deren Vizepräsident.
Paul Friedhoff war katholisch, verheiratet und wurde Vater von drei Kindern.

## Politische Karriere
Paul Friedhoff war ab 1972 Mitglied der Freien Demokratischen Partei (FDP). Er gehörte von 1982 bis 1990 dem Vorstand des FDP-Bezirksverbandes Niederrhein an und war von 1992 bis 1996 Landesschatzmeister der FDP Nordrhein-Westfalen. Von 1997 bis 2001 und von 2003 bis 2007 war Friedhoff Mitglied des Bundesvorstandes der FDP. Von 2002 bis 2010 war er erneut Landesschatzmeister der FDP Nordrhein-Westfalen.

### Ämter und Mandate
Von 1975 bis 1978 gehörte er dem Stadtrat von Freudenberg und von 1989 bis 1992 dem Stadtrat von Kleve an.
Friedhoff wurde nach der Bundestagswahl 1990 Mitglied des Deutschen Bundestages und zog auch nach den Bundestagswahlen 1994 und 1998 wieder in den Bundestag ein. Die FDP war bis 1998 an der Regierung beteiligt (Kabinette Kohl IV und Kohl V); im 14. Deutscher Bundestag (1998 bis 2002) war sie in der Opposition. Friedhoff war von 1997 bis 1999 Vorsitzender des Arbeitskreises Wirtschafts-, Finanz- und Agrarpolitik der FDP-Bundestagsfraktion. Von 2005 bis 2012 gehörte er erneut dem Bundestag an, zunächst als Sprecher der FDP-Bundestagsfraktion für Mittelstand und Kohlepolitik, ab Ende 2009 auch wieder als wirtschaftspolitischer Sprecher. Er war Mitglied im Wirtschaftsausschuss des Bundestages und dort Obmann der FDP. Zum 30. April 2012 legte er sein Mandat aus gesundheitlichen Gründen nieder.
Unterlagen über seine Tätigkeit als Mitglied des Deutschen Bundestages sowie für die FDP aus den Jahren 1990 bis 2002 befinden sich im Archiv des Liberalismus der Friedrich-Naumann-Stiftung für die Freiheit in Gummersbach.

### Umstrittene Positionen
Paul Friedhoff vertrat die Ansicht, der Klimawandel sei nicht von Menschen verursacht. Am 15. September 2010 lud er Abgeordnete verschiedener Fraktionen zu einem Gedankenaustausch mit dem US-Physiker Fred Singer ein, über den in der Presse kritisch berichtet wurde.